# Лосиха (приток Большого Анюя)
Лосиха — река в Билибинском районе Чукотского автономного округа России. Устье реки находится в 529 км по правому берегу реки Большой Анюй. Длина реки составляет 28 км. 

## Данные водного реестра
По данным государственного водного реестра России относится к Анадыро-Колымскому бассейновому округу, водохозяйственный участок реки — Анюй, включая реки Большой и Малый Анюй.